# Іванов Максим Миколайович
Іванов Максим Миколайович (16 листопада 1989, Херсон,  Україна) — український спортсмен. Майстер спорту України з веслування на байдарках і каное. Багаторазовий переможець і призер Чемпіонатів та Кубків України.